# Kernos
Pour les articles homonymes, voir Kernos (revue).

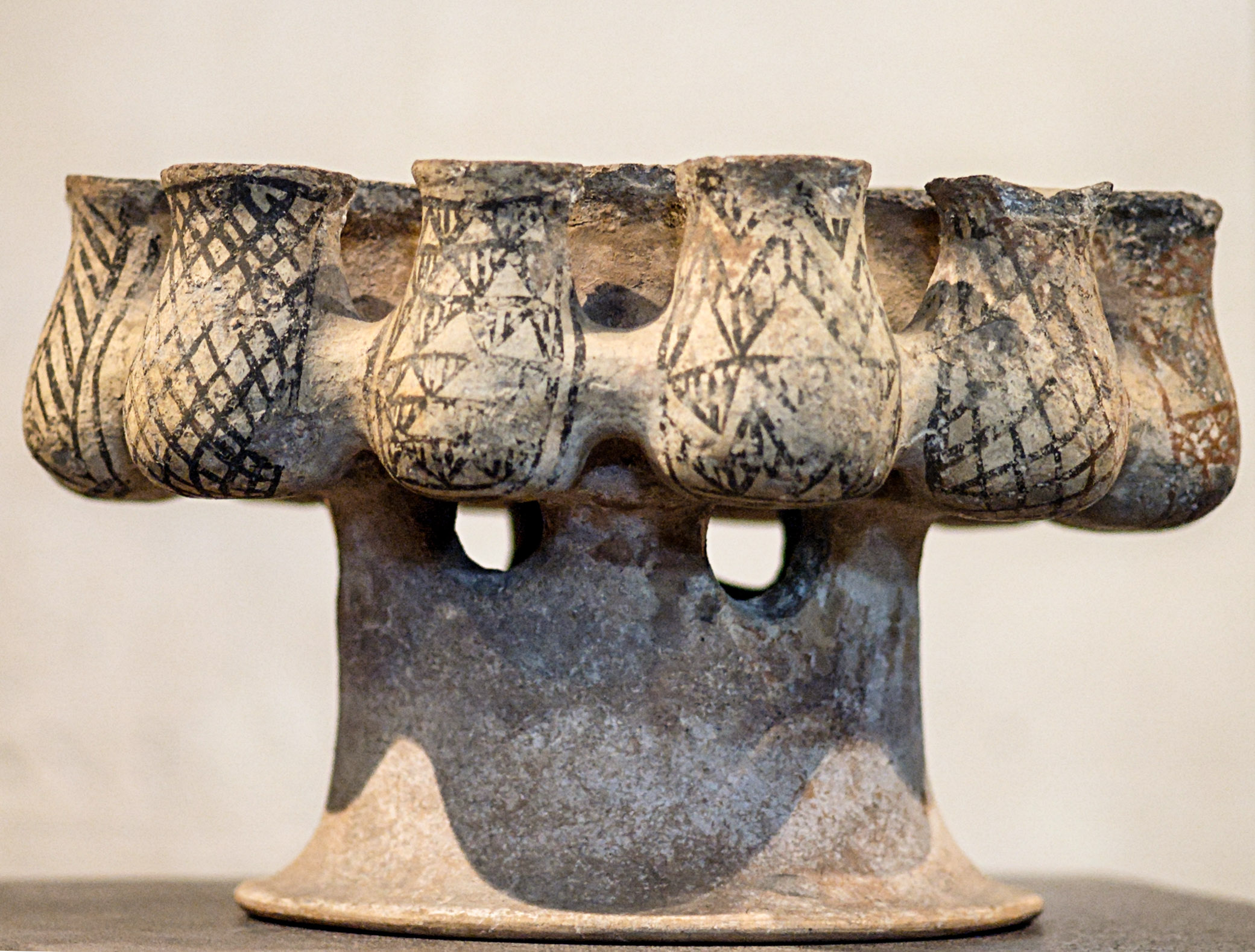
Kernos en terre cuite de la période du Cycladique Ancien III-Cycladique Moyen II (v. 2000 av. J.-C.), provenant d'une tombe à Mélos. (Musée du Louvre, coll. Sèvres no 3552).

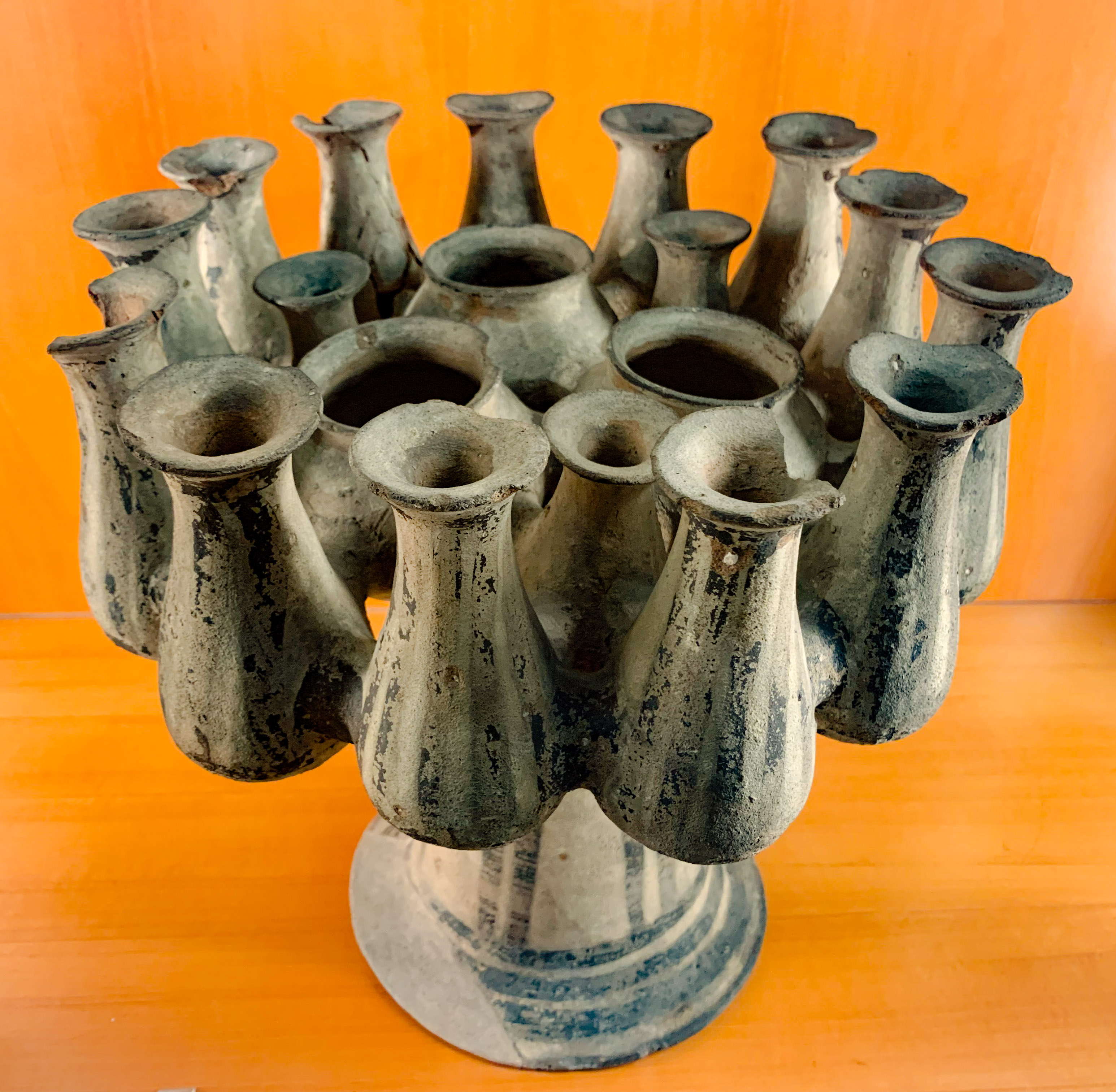
Kernos cycladique en terre cuite avec des traces de polychromie, vers 2.300-2.000 av. NE, au Musée des Beaux-Arts de Lyon (inv. X282)

Dans la céramique grecque antique, un kernos (en grec ancien κέρνος or κέρχνος, pluriel kernoi) est un vase à offrandes composé de plusieurs récipients reliés entre eux. Les fouilles archéologiques en ont retrouvé dans tout le monde méditerranéen, de la Grèce jusqu'au Levant, les plus anciens remontant au moins à la civilisation des Cyclades autour de 2300-2200 av. J.-C..

## Caractéristiques
Un kernos se compose d'une base unique à laquelle sont attachés plusieurs récipients plus petits destinés à recevoir des offrandes. Les petits récipients sont parfois reliés entre eux. Il s'agit d'un type de vase à la forme particulièrement complexe, qui permet au potier de montrer la virtuosité de sa technique.

## Usages
Athénée, dans les Deipnosophistes, donne une description du kernos et des types d'offrandes qu'il pouvait recueillir : « Il y a aussi le kernos, vase de terre qui contient plusieurs petits cotyles qui y sont agglutinés : il y a dans ses cotyles des pavots blancs, du froment, de l'orge, des pois, de la gesse, des cicerolles, des lentilles ; celui qui portait ce vase pouvait manger de tout cela, comme s'il eût porté le vœu, selon ce que dit Ammonius, liv. 3 Des autels et des sacrifices. »

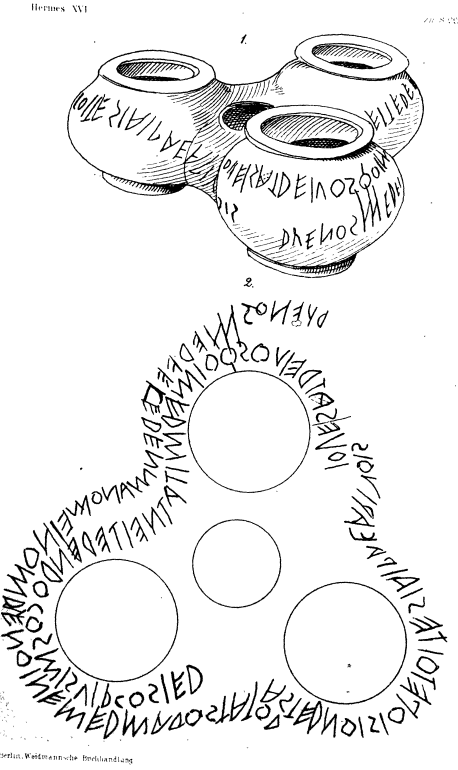
L'inscription de Duenos, sur kernos
telle que retranscrite par Heinrich Dressel